# Карев, Борис Анатольевич
Борис Анатольевич Карев (род. 21 февраля 1972 года) — российский учёный-педагог, академик РАО (2021).
Доктор педагогических наук (тема диссертации: «Система обучения рисунку на архитектурном факультете технического вуза: Теория и практика»), профессор.
Ведет преподавательскую деятельность в Тихоокеанском государственном университете, является профессором кафедры психологии и педагогики Амурского государственного университета.
Под его руководством защищены шесть кандидатских и две докторские диссертации.

### Критика
По данным вольного сетевого сообщества «Диссернет», докторская диссертация, защищенная в 2003 году, содержит масштабные заимствования, не оформленные как цитаты, так же являлся научным руководителем/консультантом двух кандидатских диссертаций, которые также содержат масштабные заимствования, не оформленные как цитаты.